# OSSA 175 GT
|  | No s'ha de confondre amb OSSA 175 Sport. |

L'OSSA 175 GT fou un model de motocicleta de turisme amb motor de quatre temps fabricat per OSSA entre 1960 i 1963. Se la coneix popularment com a OSSA 175 4T o amb noms similars («OSSA 175 de quatre temps», «OSSA 4T») pel fet d'haver estat l'única moto amb aquesta mena de motor mai fabricada per la marca catalana. Dissenyada per l'enginyer italià Sandro Colombo i equipada amb un motor monocilíndric de 172 cc fabricat sota llicència de Moto Morini, se'n van produir només 1.000 unitats. A banda, se'n van desenvolupar nou de competició que es van anomenar OSSA 175 S.

## Història
OSSA havia llançat la seva primera motocicleta, l'OSSA 125, el 1951. Al tombant de dècada, després d'haver-ne llançat algunes actualitzacions i haver començat a produir també ciclomotors (la Motopedal), OSSA es va adonar que la seva gamma estava quedant desfasada i va decidir de posar-se al dia tot creant una motocicleta d'alta gamma equipada amb motor de quatre temps, tal com feien els fabricants europeus més prestigiosos a l'època.
El fet de produir i comercialitzar una motocicleta de quatre temps era un fet remarcable aleshores, tenint en compte que els nombrosos fabricants de motocicletes catalans de les dècades del 1950 a 1990 es van caracteritzar per l'ús quasi exclusiu de motors de dos temps, pràcticament amb l'única excepció de Sanglas, que fabricava únicament models de quatre temps des de 1945. Cal dir que, durant alguns anys, hi va haver disponibles al mercat espanyol alguns altres models de quatre temps, com ara la Rieju 175 amb motor Fita AMC (1953-1965), la Montesa Microscooter amb motor Laverda (1963-1973), les Ducati que fabricava sota llicència Mototrans o les MV Agusta que importava l'asturiana Avello.

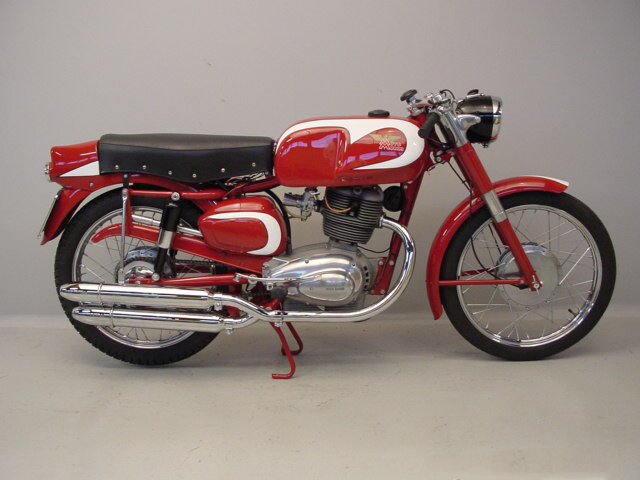
Una Moto Morini Tresette Sprint 175 de 1958. Aquest motor és el que es va fer servir a l'OSSA 175 GT.

El 1954, Manuel Giró li encarregà el projecte d'un nou model de motocicleta de quatre temps a Sandro Colombo, un enginyer italià que havia deixat Gilera aquell any mateix i havia treballat més tard per a Bianchi i Ferrari, alhora que desenvolupava tasques com a consultor tecnològic independent. El primer disseny que va presentar Colombo a OSSA duia un motor 4T de 125 cc, però aquell projecte no va poder arribar a la producció a causa dels problemes habituals de qualitat i servei amb la indústria auxiliar local, en plena etapa d'autarquia franquista.
Malgrat el fracàs del projecte inicial, Giró no va abandonar la idea i tres anys després, el 1957, va viatjar a Itàlia per a cercar-hi un soci tecnològic que li permetés d'importar o li llicenciés els seus motors de quatre temps (feia anys ja havia intentat d'arribar a un acord semblant amb l'anglesa Norton). A Itàlia, Manuel Giró va estrènyer les relacions amb Sandro Colombo (aquell any mateix, l'italià va treballar també en els desenvolupaments de la Motopedal i la 125 B) i va aconseguir tancar un acord amb Moto Morini per a fabricar el seu motor sota llicència.
Fundada el 1937, Morini havia presentat el 1952 un ràpid motor monocilíndric de quatre temps enfocat a la competició. Dos anys més tard va fer servir aquell motor per a produir una nova motocicleta de turisme "GT" de 175 cc que fou la base de la futura OSSA 175 GT, la qual es va començar a gestar el 1958. Pel que fa al bastidor de la nova OSSA, Colombo es va basar en el de la Bianchi Tonale 175 (aquest bastidor es va aprofitar també en la futura OSSA 160 de 1963, aquesta ja de dos temps).
Un cop finalitzada la fase de disseny, l'OSSA 175 GT es va presentar als concessionaris de la marca durant el 1960. La moto va causar sensació per raó del seu inusual motor de quatre temps. Malgrat la seva qualitat tecnològica, però, el mercat local no estava preparat per a un model com aquell, força car a causa dels costos inherents a la fabricació d'un motor d'aquella mena. A més, va aparèixer just quan les motocicletes com a vehicle utilitari estaven en recessió a causa del boom dels petits automòbils, especialment el SEAT 600 però també el Citroën 2CV i el Renault 4CV, no gaire més cars que l'OSSA. Finalment, la 175 va romandre en producció fins al 1963, en què fou substituïda per la nova OSSA 160 de dos temps, un model desenvolupat també per Colombo que va marcar un punt d'inflexió dins la història de la marca.

## Característiques
El tret més destacable de l'OSSA 175 GT era, lògicament, el seu motor de quatre temps. Amb una cilindrada de 172,47 cc i una relació de compressió de 8,5:1, alimentat per un carburador Dell'Orto amb difusor de 22,5 mm i amb una caixa de canvis de quatre velocitats, lliurava 12 CV i podia assolir els 120 km/h. La moto era estèticament reeixida, més gran que els models rivals i pintada en un elegant blau metal·litzat.

## Competició
De 1961 a 1962, OSSA va produir una quantitat molt reduïda de versions de competició "curses-client" de la 175 GT, anomenades OSSA 175 S. Duien el motor Morini de curses Settebello -d'aquí la denominació, "175 S"-, importat sencer d'Itàlia i no pas construït a Catalunya com els altres, i se'n van construir dues variants, la primera per a curses velocitat, de la qual se'n van construir dues, i la segona per a motocròs, amb un total de sis construïdes.

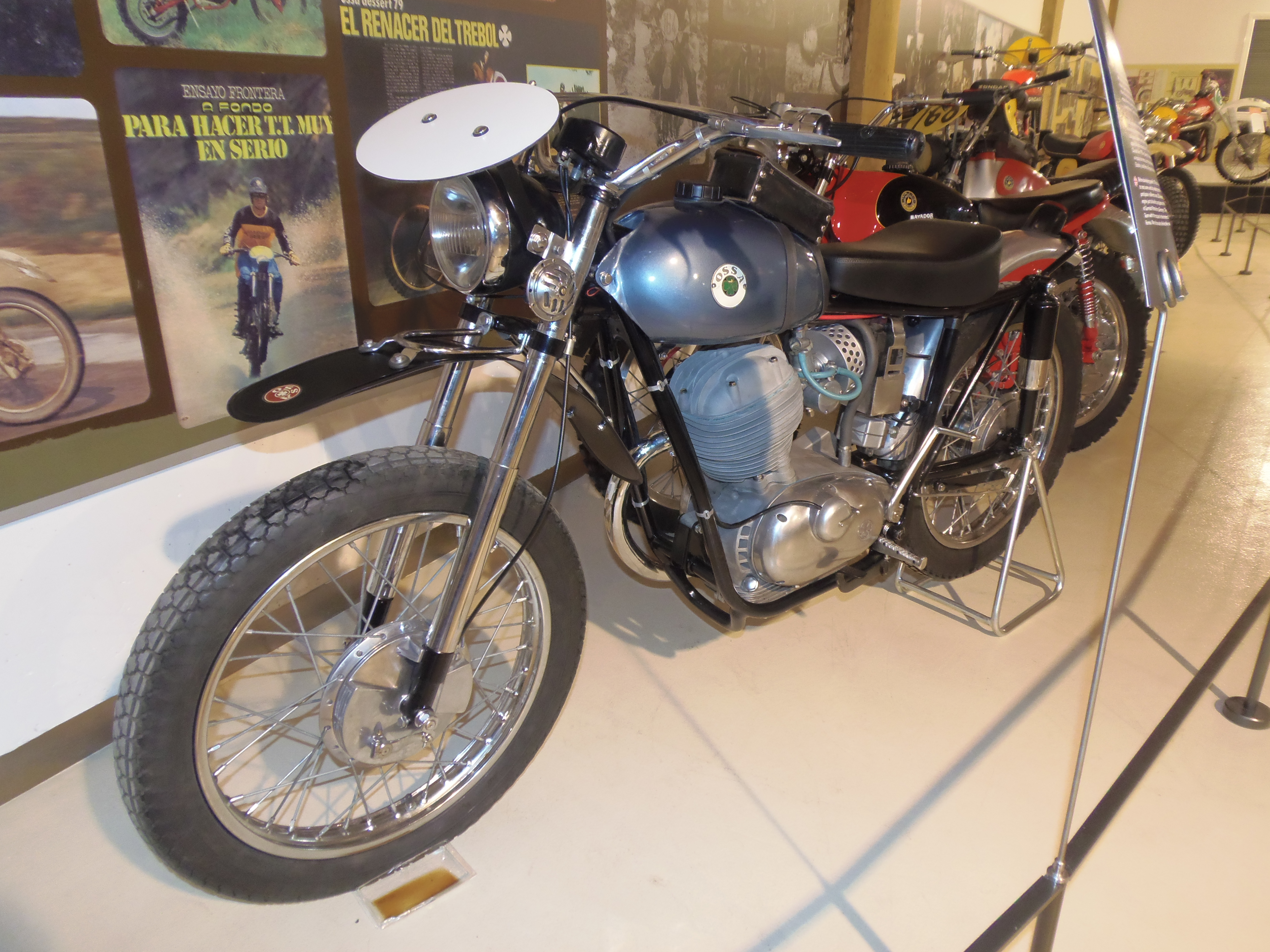
L'OSSA 175 4T que va participar en els ISDT de 1958

Cal dir que, abans del llançament de la 175 GT, durant la fase de desenvolupament del prototip, OSSA ja havia muntat alguns motors Morini 175 4T en motocicletes de competició, tant de carretera com de fora d'asfalt. Conrad Cadirat, pilot oficial d'OSSA, hi obtingué diverses victòries entre el 1957 i el 1959, entre les quals el Motocròs del Fang de Vic, el Trofeu Pi i Solsona, el Trofeu Valón, el Ral·li Costa Brava i la Volta a Mallorca. Cadirat es va morir l'estiu de 1959 a causa de l'accident que patí amb la 175 4T mentre corria a les 24 Hores de Montjuïc. En aquella edició, OSSA havia inscrit dos equips oficials, tots dos als comandaments de sengles OSSA 175: l'un el formaven Walter Tassinari i Juan Elizalde i l'altre, Cadirat i Enric Palero.
El 1958, el pilot oficial de la marca José Antonio Elizalde va participar amb un prototip d'enduro equipat amb aquest motor als ISDT de Garmisch-Partenkirchen com a membre de la selecció espanyola per al Vas d'Argent. Tant ell com el seu germà, Juan Elizalde, van competir en motocròs amb prototips que duien el motor Morini. El 1959, José Antonio va guanyar amb una d'aquelles motos el primer campionat d'Espanya de motocròs de la història en la categoria de 250cc, mentre que Juan va guanyar-hi el segon, el de 1960.

## Versions
La 175GT es va produir en dues sèries, gairebé totes de color blau metal·litzat tret d'algunes unitats del segon lliurament, que combinaven el vermell i el blanc. Mentre que algunes fonts en xifren el total d'unitats produïdes en 600, d'altres ho fan en 1.000.
La 175S, per la seva banda, va ser la versió de competició. Aquestes motos duien motors Morini Settebello importats d'Itàlia i només se'n van construir unes poques unitats, algunes per a curses de velocitat i les altres per a motocròs.

### Llista de versions produïdes
| Versió                    | Cilindrada                | Id. Model                 | Anys                      | Núm. Sèrie                | Unitats | Pintura dipòsit        |
| ------------------------- | ------------------------- | ------------------------- | ------------------------- | ------------------------- | ------- | ---------------------- |
| 175GT                     | 172 cc                    | B8                        | 1960 - 1963               | B80001                    | 1.000   | Blau metal·litzat      |
| 175S                      | 172 cc                    | B8                        | 1961 - 1962               | B80001                    | 9       | Blanc amb franja blava |
| Total d'unitats produïdes | Total d'unitats produïdes | Total d'unitats produïdes | Total d'unitats produïdes | Total d'unitats produïdes | 1.009   |                        |

### 175GT
Fitxa tècnica
| OSSA 175 GT       | OSSA 175 GT           |
| ----------------- | --------------------- |
| Id. Model         | B8                    |
| Núm. Sèrie        | B80001                |
| Anys              | 1960 - 1963           |
| CC                | 172,47                |
| Compressió        | 8,5:1                 |
| CV                | 12 a 7.000 rpm        |
| Carburador        | Dell'Orto 22,5 mm     |
| Canvi             | 4 velocitats          |
| Suspensió davant  | Forquilla telescòpica |
| Suspensió darrera | Amortidors hidràulics |
| Pneumàtic davant  | 3,00 x 19             |
| Pneumàtic darrera | 3,00 x 19             |
| Frens davant      | Tambor                |
| Frens darrera     | Tambor                |
| Pes en sec        | 110 kg                |
| Velocitat màxima  | 120 km/h              |
| Pintura dipòsit   | Blau metal·litzat     |

### 175S

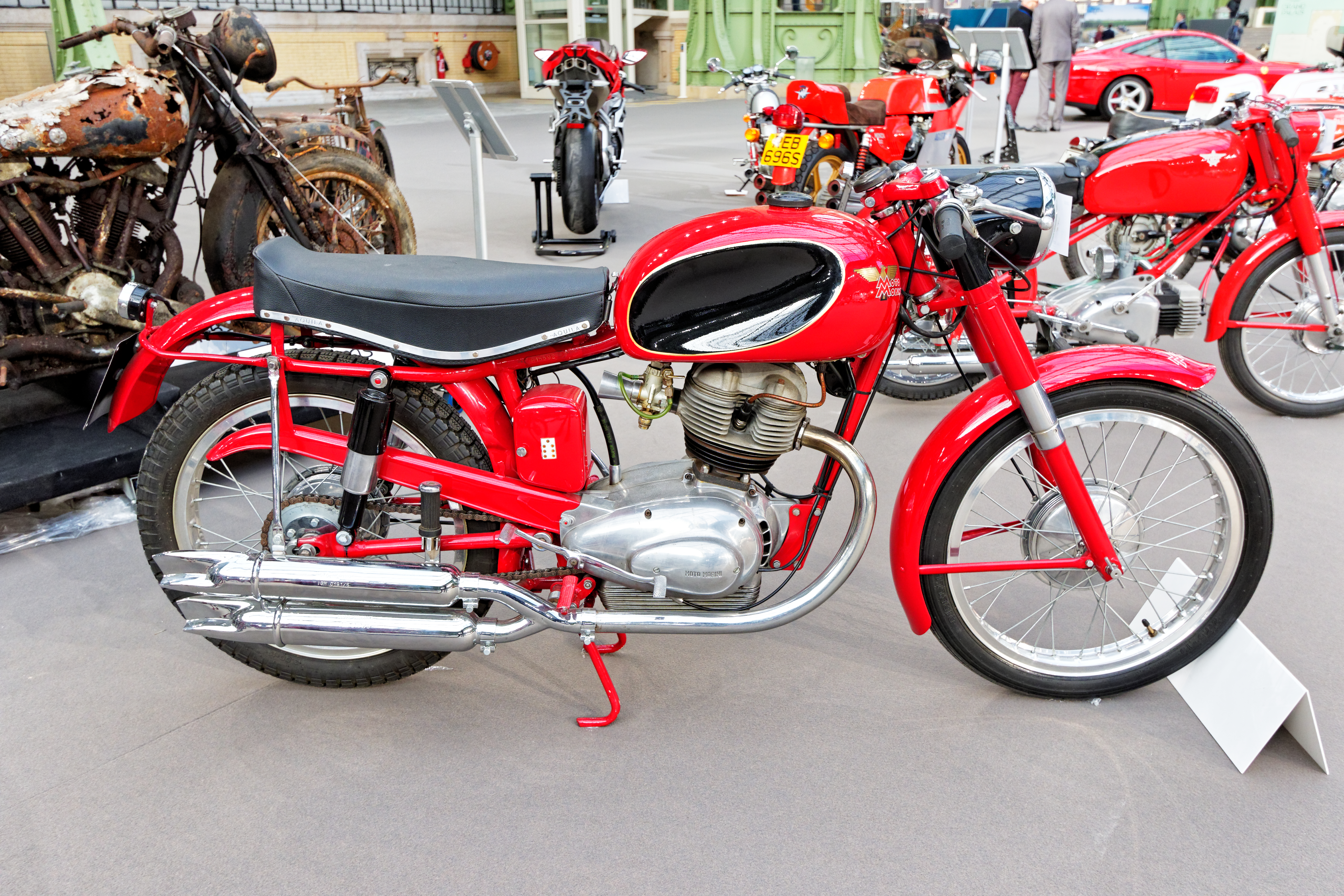
Una Moto Morini Settebello 175 de 1956. Aquest motor és el que es va muntar a l'OSSA 175S.

Les OSSA 175S eren la versió de competició "curses-client" de la 175 GT. Es van produir de 1961 a 1962 i duien el motor de competició Morini "Settebello" de quatre temps, del qual se'n van importat vuit unitats. Se'n van fer dos prototips de velocitat i sis de motocròs.